# Nej, Inte Jag!
Nej, Inte Jag! er en sang af Eddie Meduza. Sangen kan findes på albummet För Jævle Braa! fra 1982.
I Aftonbladet blev "Nej, Inte Jag!" kåret til Eddie Meduzas femtende bedste sang.

## Tekst
Teksten er en "oversættelse" af sangen "Oh What A Thrill" af Chuck Berry. Men i modsætning til originalen er Norstedts oversættelse en samfundskritisk sang, der handler om at blive tvunget til at tjene dem, der står over en i samfundet.
Det originale refrain lyder:
Hollerin' yes, yes! Oh, what a thrill!
Hollerin' yes, yes! Oh, what a thrill!
Norstedts refrain lyder:
Jag säger: Nej, nej, nej inte jag!
Jag säger: Nej, nej, nej inte jag!
(På dansk: Jeg siger: Nej, nej, nej ikke mig!).